# Heinrich XXIV. (Reuß-Köstritz)

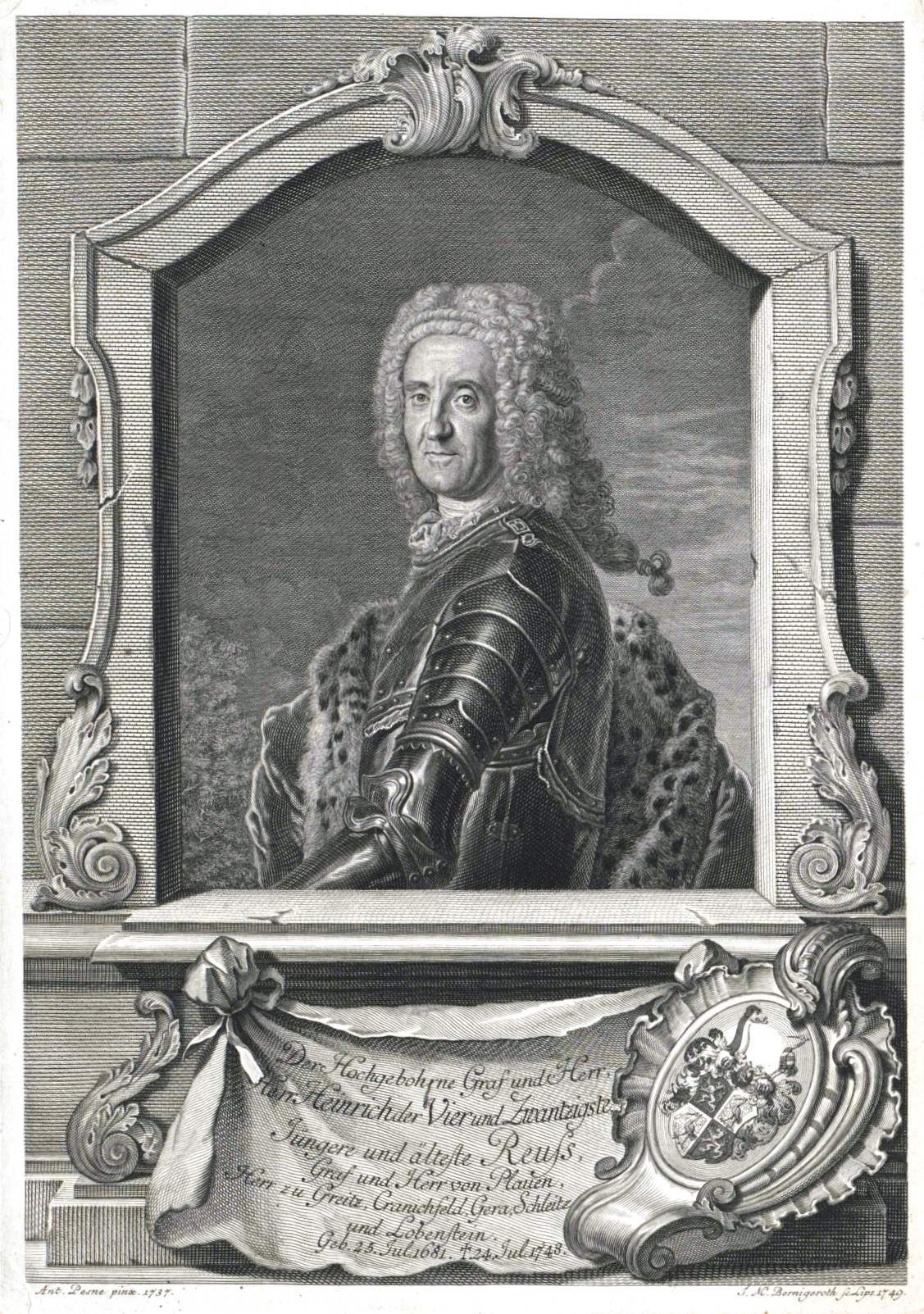
Graf Heinrich XXIV. Reuß zu Köstritz im Jahr 1737, Stich von J. M. Bernigeroth (1749) nach A. Pesne

Heinrich XXIV. (* 26. Juli 1681 in Schleiz; † 24. Juli 1748 in Greiz) war Graf Reuß von Schleiz zu Köstritz. Heinrich XXIV. ist der Stifter der reußischen Linie Köstritz.

## Leben
Heinrich war der jüngste Sohn des Grafen Heinrich I. Reuß zu Schleiz (1639–1692) und dessen dritter Frau, Anna Elisabeth, geborene Gräfin von Zinzendorf († 1684). Beim Tod seines Vaters erhielt er Köstritz, wo er im Paragiat (also nicht als regierender Herr) residierte.
Wie Ebersdorf wurde unter ihm auch Köstritz ein Zentrum des Pietismus in Thüringen sowie Vorbild für einen frommen und bescheidenen Fürstenhof unter deutschen Aufklärern. Seine Verwaltungsreformen wurden auch von allen anderen reußischen Fürsten übernommen. Beispielgebend in ganz Deutschland aber war die von ihm im Zuchthaus Zeulenroda 1733 eingeführte Arbeitspflicht, sowie die Ausbildung der Strafgefangenen, was maßgeblich zur allgemeinen Humanisierung des Strafvollzugs beitrug.

## Nachkommen
Heinrich heiratete am 6. Mai 1704 in Breslau Eleonore (1688–1776), Tochter des Freiherren Johann Christoph von Promnitz auf Dittersbach. Er hatte mit ihr die folgenden Kinder:
- Heinrich V. (1706–1713)
- Heinrich VI. (1707–1783), Graf Reuß zu Köstritz, älterer Zweig
- Heinrich VIII. (1708–1710)
- Luise (1710–1756)
- Heinrich IX. (1711–1780), Graf Reuß zu Köstritz, mittlerer Zweig
- Sophia (1712–1781), heiratete 1735 Graf Rochus Friedrich zu Lynar
- Heinrich X. (1715–1741)
- Heinrich XIII. (1716–1717)
- Heinrich XVI. (1718–1719)
- Conradina Eleonora (1719–1770), heiratete 1743 Graf Heinrich XI. Reuß zu Greiz
- Heinrich XXIII. (1722–1787), Graf Reuß zu Köstritz, jüngerer Zweig